# Varietat riemanniana

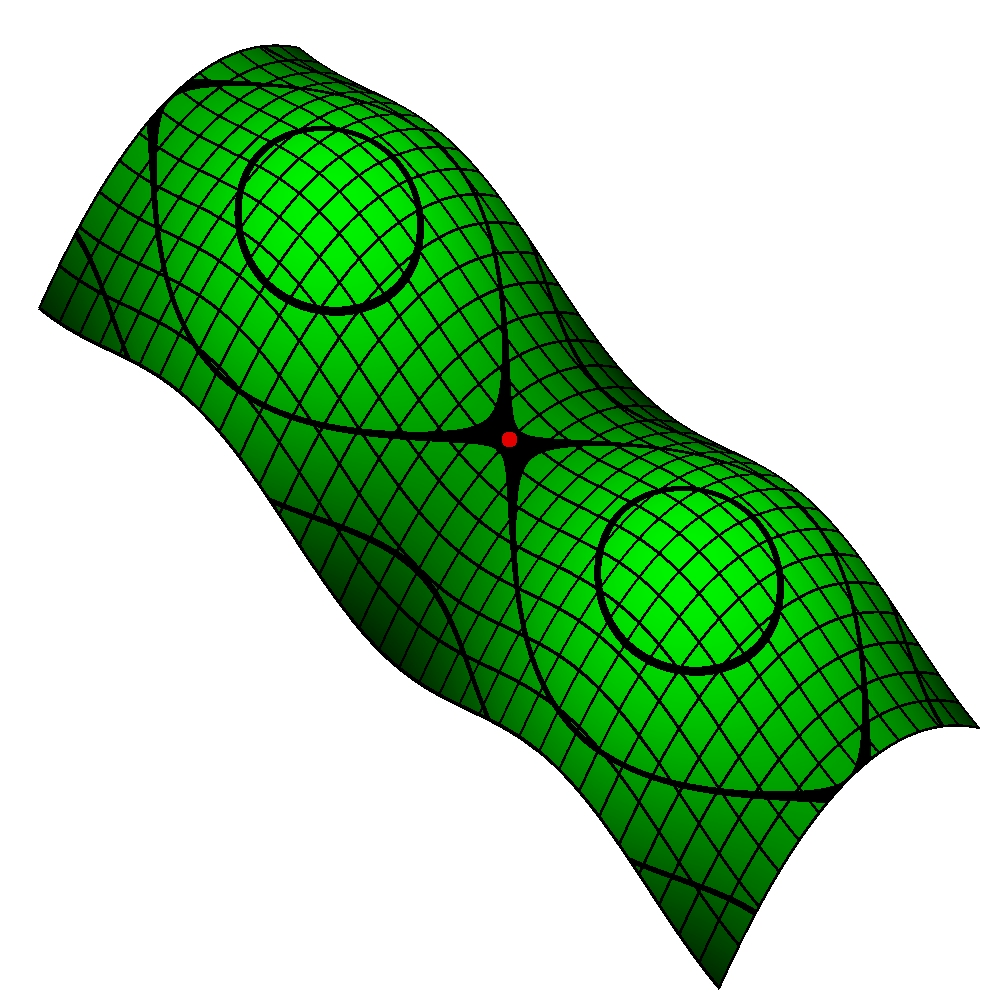
Exemple de varietat riemanniana bidimensional amb diverses corbes coordenades ortogonals, així com d'altres corbes.

En matemàtiques, i més específicament en geometria diferencial, una varietat riemanniana és una varietat diferenciable real dotada d'una mètrica riemanniana, és a dir, un camp tensorial diferenciable que dota cada espai tangent d'un producte escalar. L'estudi de les varietats riemannianes es coneix com a geometria riemanniana. El nom prové del matemàtic alemany del s. XIX Bernhard Riemann, qui amb el seu estudi de les varietats de dimensió arbitrària fou el fundador de la geometria riemanniana.
La mètrica riemanniana, també dita tensor mètric, permet definir diverses nocions mètriques en la varietat, com ara longitud de corbes, angles, àrees o volums, curvatura, gradient de funcions i divergència de camps vectorials.

## Introducció
Una varietat riemanniana és una generalització del concepte mètric i topològic d'espai euclidià en objectes geomètrics que localment tenen la mateixa estructura que l'espai euclidià però globalment poden representar una mena de "corba". De fet, els exemples més senzills de varietats riemannianes són precisament superificies corbes de {\displaystyle \mathbb {R} ^{3}} i subconjunts oberts de {\displaystyle R^{n}}.
L'estructura matemàtica de la geometria riemanniana permet estendre a subconjunts corbs o hipersuperficies de l'espai euclidià, les nocions mètriques de longitud d'una corba, àrea d'una superfície, (hiper) volum o angle entre dues corbes. Això es fa definint en cada punt un objecte matemàtic anomenat tensor mètric, que permet especificar un procediment per mesurar distàncies, i, per tant, definir qualsevol altre concepte mètric basat en distàncies i les seves variacions.
Des del punt de vista matemàtic una varietat riemanniana és un triplet del tipus:

{\displaystyle ({\mathcal {M}},\{\phi _{\alpha }\},g)}

on:
{\displaystyle ({\mathcal {M}},\{\phi _{\alpha }\})} és una varietat diferenciable en la qual s'ha especificat el conjunt de cartes locals.
{\displaystyle g\,} és una aplicació bilineal des de l'espai tangent a la varietat: {\displaystyle g:TM\times TM\to \mathbb {R} }

### Varietats Riemannianes com subvarietats
Una manera senzilla de construir varietats riemanninas és buscar subconjunts "suaus" de l'espai euclidià. De fet, cada subvarietat diferenciable de R   n   té una mètrica riemanniana induïda: el producte interior a cada fibra tangent és la restricció del producte intern en R   n  .
De fet, com es dedueix del teorema d'immersió de Nash, totes les varietats riemannianes es poden considerar subvarietats diferenciables de {\displaystyle \mathbb {R} ^{D}}, per a algun  D . En particular es pot definir una varietat riemanniana com un espai mètric, que és isomètric a una subvarietat diferenciable de R   D   amb la mètrica intrínseca induïda. Aquesta definició pot no ser teòricament prou flexible, però és molt útil en construir les primeres intuïcions geomètriques a la geometria riemanniana.
En general una subvarietat de {\displaystyle \mathbb {R} ^{n}}, dimensió  m , vindrà definida localment per un conjunt d'aplicacions diferenciables del tipus:

{\displaystyle \mathbf {x} =\mathbf {f} (u^{1},\dots ,u^{m}),\ {\mbox{con}}\ x^{i}=f_{i}(u^{1},\dots ,u^{m})\ i\in \{1,\dots ,n\}}

Pel que matricialment es tindrà en cada punt de coordenades associades  o  i   que el tensor mètric es pot expressar en coordenades locals en termes de la matriu jacobiana de f :

{\displaystyle G={(\phi _{\alpha })}_{*}(g)=d\mathbf {f} ^{T}D\mathbf {f} ,\qquad G=\sum _{i,j=1}^{m}G_{ij}du^{i}\otimes du^{j}}

En aquest cas les {\displaystyle (o^{1},\dots ,o^{m})} farien el paper de coordenades locals sobre la subvarietat.

### Varietats riemannianes com seccions diferenciables
Una varietat riemanniana es defineix, generalment, com a varietat diferenciable amb una secció diferenciable de formes quadràtiques positiu-definides en el fibrat tangent. Llavors cal demostrar que pot ser convertit en un espai mètric:
si γ: [ a ,  b ] →  M  és una corba contínuament diferenciable en la varietat riemanniana M, llavors es defineix la seva longitud  L  (γ) com:

{\displaystyle L(\gamma )=\int _{a}^{b}\|\gamma '(t)\|\;dt}

(noteu que el γ '( t ) és un element de l'espai tangent a  M  en el punt γ ( t );||.||denota la norma resultant del producte interior donat en aquest espai tangent).
Amb aquesta definició de longitud, cada varietat riemanniana connexa  M  es converteix en un espai mètric (i fins i tot un espai mètric amb longitud) d'una manera natural: la distància  d  ( x ,  i ) entre els punts  x  i  i  a  M  es defineix com:
 d  ( x ,  i ) = inf{L (γ): γ és una corba contínuament diferenciable que connecta  x  i  i }.

## Conceptes mètrics

### Línies geodèsiques
Tot i que les varietats riemannianes són generalment "corbes", es poden trobar, però, que donats dos punts diferents i prou a prop hi hagi una corba de longitud mínima (encara que aquesta no ha de ser única). Aquestes línies de mínima longitud s'anomenen línies geodèsiques si són una generalització del concepte "línia recta" o "línia de mínima longitud". Aquestes són les corbes que localment connecten els seus punts al llarg de les trajectòries més curtes.
Així donada una corba γ: [a, b] →  M  continguda en una varietat riemanniana  M , es defineix la longitud d'aquesta corba  L  (γ) mitjançant el vector tangent a la mateixa i les components  g  ij   del tensor mètric  g  de la manera següent: 

{\displaystyle L(\gamma )=\int _{a}^{b}{\sqrt {\sum _{i,j}g_{ij}x'_{i}(t)x'_{j}(t)}}\ dt}

on  x  i   ( t ) és l'expressió paramètrica dels punts de la corba parametritzada mitjançant el paràmetre  t . Usant els símbols de Christoffel associats a la connexió sense torsió, les corbes geodèsiques de mínima longitud que passen per un punt  x   0  i tenen el vector tangent v, satisfan la següent equació: 

{\displaystyle {\frac {d^{2}x^{\mu }}{dt^{2}}}+\sum _{\sigma ,\nu }\Gamma _{\sigma \nu }^{\mu }{\frac {dx^{\sigma }}{dt}}{\frac {dx^{\nu }}{dt}}=0}
Pot provar-se que l'equació anterior pot obtenir-se per mètodes variacionals, concretament es poden emprar les equacions d'Euler-Lagrange per a un lagrangià construït a partir de la forma quadràtica associada al tensor mètric.

### Longitud, angle i volum
En una varietat riemanniana l'existència d'un tensor mètric permet estendre les nocions Euclides de longitud, angle entre dues corbes en un punt (o dos vectors del espai tangent d'un punt) o el volum d'una regió d'aquesta varietat.
- La longitud d'un segment d'una corba donada parametritzada per {\displaystyle t\,}, des {\displaystyle a\,} fins {\displaystyle b\,}, es defineix com:

{\displaystyle L=\int _{a}^{b}{\sqrt {G_{ij}{\dot {x}}^{i}{\dot {x}}^{j}}}\ dt}

- L'angle entre dues vectors  U  i  L  (o entre dues corbes els vectors tangents siguin  U  i  V ) es defineix com:

{\displaystyle \cos \theta ={\frac {G_{ij}U^{i}V^{j}}{\sqrt {|G_{ij}U^{i}U^{j}||G_{ij}V^{i}V^{j}|}}}}

- L' n -volum d'una regió  R  d'una varietat de dimensió  n  ve donat per la integral estesa a aquesta regió de la  n -forma de volum:

{\displaystyle V_{R}=\int _{R}{\sqrt {|g|}}\ dx^{1}\land dx^{2}\land ...\land dx^{n}}

A més d'això es poden definir mesures de dimensionalitat 1 < d  < n  per a regions de subvarietats contingudes en la varietat original, la qual cosa permet definir  d -àrees certs subconjunts de la varietat.

### Producte interior
El producte interior en R  n  (el producte escalar euclidià familiar) permet que es defineixi longituds de vectors i els angles entre els vectors. Per exemple, si a i b són vectors en R n, llavors a ² és la longitud al quadrat del vector, i a * b determina l'cosinus de l'angle entre ells (a * b =|| a |||| b ||cos θ). El producte interior és un concepte del àlgebra lineal que es pot definir per a qualsevol espai vectorial. Des del fibrat tangent d'una varietat diferenciable (o de fet, qualsevol fibrat vectorial sobre una varietat) és, considerat punt a punt, un espai vectorial, pot portar també un producte interior. Si el producte interior a l'espai tangent d'una varietat es defineix suaument, es que els conceptes que eren només punt a punt definit en cada espai tangent es poden integrar, per rendir nocions anàlogues en regions finites de la varietat. En aquest context, l'espai tangent es pot pensar com translació infinitesimal en la varietat. Així, el producte intern a l'espai tangent dona la longitud d'una translació infinitesimal. La integral d'aquesta longitud dona la longitud d'una corba en la varietat. Per passar d'un concepte algebraic lineal a un geomètric diferencial, el requisit de suavitat és important, en molts casos.

## Generalitzacions de les varietats riemannianes
- Varietat pseudoriemanniana, en què es retira el requisit que el tensor mètric de lloc a una forma quadràtica definida positiva sobre cada punt l'espai tangent, i se substitueix pel requisit més feble que el tensor mètric sigui senzillament no degenerat. Tota varietat riemanniana és també una varietat pseudoriemanniana.
- Varietat de Finsler, en la qual s'elimina el requisit d'existència d'un tensor mètric definit positiu, i es substitueix aquesta condició pel requisit més feble l'existència d'una norma sobre l'espai vectorial tangent a cada punt. Tota varietat riemanniana és, per tant, una varietat de Finsler.